# Чирівель
Чирівель (ісп. Chirivel) — муніципалітет в Іспанії, у складі автономної спільноти Андалусія, у провінції Альмерія. Населення — 1852 особи (2010).
Муніципалітет розташований на відстані близько 340 км на південь від Мадрида, 85 км на північ від Альмерії.
На території муніципалітету розташовані такі населені пункти: (дані про населення за 2010 рік)
- Аспілья: 21 особа
- Ель-Кампільйо: 17 осіб
- Ель-Канталь: 14 осіб
- Ель-Контадор: 238 осіб
- Чирівель: 1317 осіб
- Ель-Мохонар: 0 осіб
- Ла-Рамбла-де-Абахо: 81 особа
- Ла-Рамбла-де-Арріба: 134 особи
- Ель-Рокес: 30 осіб

## Демографія
Динаміка населення (INE ):